# Comerio

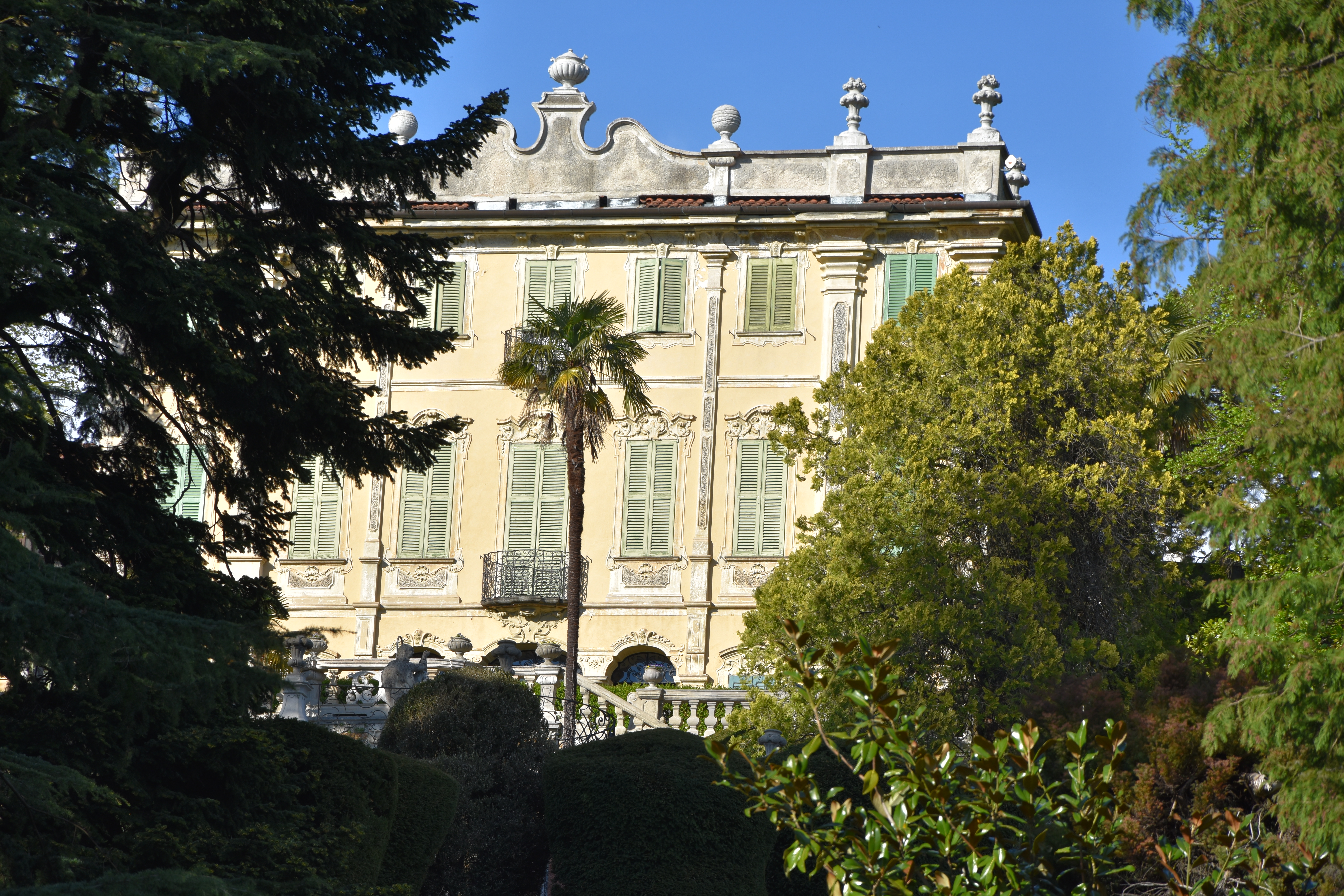
Villa Tatti Tallacchini

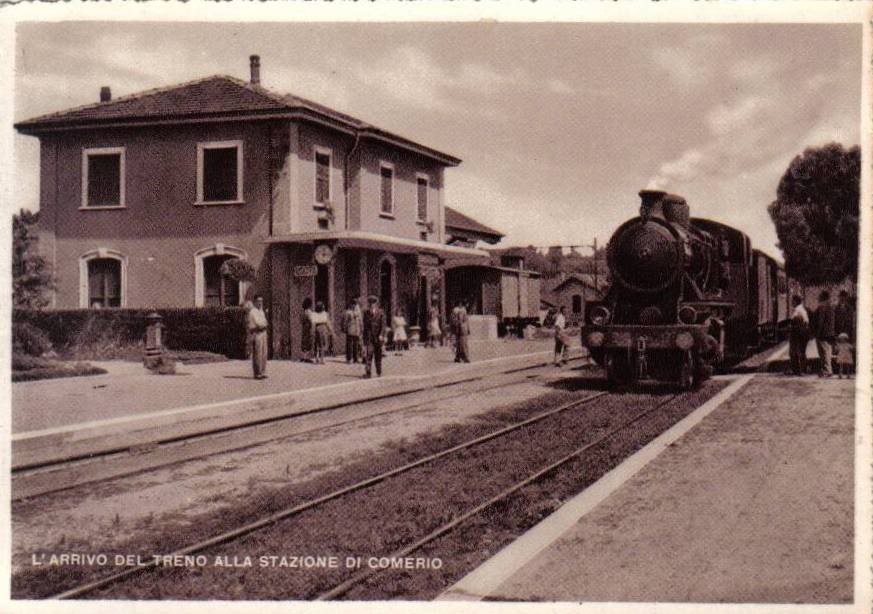
Bahnhof Comerio vor 1950

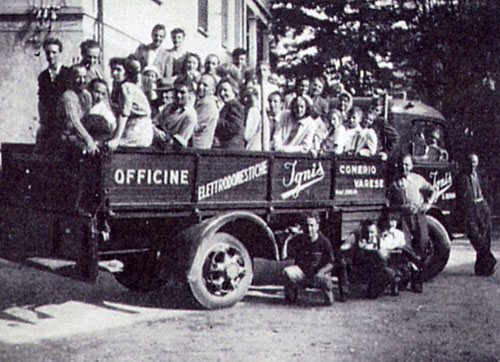
Arbeiter der Haushaltsgeräte-Fabrik Ignis (1947)

Comerio ist eine italienische Gemeinde (comune) in der Provinz Varese in der Region Lombardei.

## Geographie
Die Gemeinde liegt etwa sieben Kilometer westnordwestlich von Varese nahe dem Lago di Varese und bedeckt eine Fläche von 5,65 km²: Zu Comerio gehören die Fraktionen Casa Muro, Villa Laughier, Vigne, Chignolo, Oroco, Picca, Quarte, Mattello, Cascina Campi, Caddè, Cavernago, Grotta del Remeron, Grotta della Scondurava, Grotta del Motterello, Motterello und Punta Merigett. Die Nachbargemeinden sind Barasso, Castello Cabiaglio, Cuvio und Gavirate.

## Geschichte
Im 4. Jahrhundert vor Christus wurde das Gebiet von den Kelten erreicht, die die strategische Lage zwischen Mailand und dem Lago Maggiore und Como wählten, um die Agglomeration von Kunmaer zu gründen, dem Vornamen der Siedlung. Der Name wurde im Laufe der Jahre in Gunmeri, Gomeri, Gomera, Gomero und in der Gemeindezeit Comero und schließlich im heutigen Comerio geändert.
Im Mittelalter, in der Zeit der Kommune (Mittelalter), hatte die Stadt den Status einer Landgemeinde. Das langsame Wachstum der Bevölkerung wurde in den zwanzig Jahren des Faschismus beschleunigt, als 1927 die Gemeinden Barasso und Luvinate zur Gemeinde Comerio zusammengefasst wurden, die am Ende des Zweiten Weltkriegs wieder zu autonomen Gemeinden wurden.
1946 gründete der Mailänder Unternehmer Giovanni Borghi SIRI, besser bekannt als Ignis, ein auf die Herstellung von Haushaltsgeräten spezialisiertes Unternehmen. Es wurde 1972 von dem niederländischen multinationalen Unternehmen Philips erworben und ging 1991 in den Besitz des amerikanischen Unternehmens Whirlpool über.

## Bevölkerung
| Bevölkerungsentwicklung | Bevölkerungsentwicklung | Bevölkerungsentwicklung | Bevölkerungsentwicklung | Bevölkerungsentwicklung | Bevölkerungsentwicklung | Bevölkerungsentwicklung | Bevölkerungsentwicklung | Bevölkerungsentwicklung | Bevölkerungsentwicklung | Bevölkerungsentwicklung | Bevölkerungsentwicklung | Bevölkerungsentwicklung |
| ----------------------- | ----------------------- | ----------------------- | ----------------------- | ----------------------- | ----------------------- | ----------------------- | ----------------------- | ----------------------- | ----------------------- | ----------------------- | ----------------------- | ----------------------- |
| Jahr                    | 1751                    | 1805                    | 1853                    | 1881                    | 1901                    | 1921                    | 1951                    | 1971                    | 1991                    | 2001                    | 2011                    | 2021                    |
| Einwohner               | 313                     | 426                     | *638                    | 952                     | 1186                    | 1403                    | 1491                    | 2026                    | 2353                    | 2352                    | 2616                    | 2894                    |

- 1809 Fusion mit Gavirate

## Verkehr
Durch die Gemeinde führt die Staatsstraße 394 von Varese zur Schweizer Grenze. Der Bahnhof Barasso-Comerio liegt in der Nachbargemeinde Barasso an  der Bahnstrecke von Saronno nach Laveno.

## Industrie
Im Jahr 1946 gründete der Mailänder Unternehmer Giovanni Borghi das auf die Herstellung von Haushaltsgeräten SIRI, besser bekannt als Ignis, spezialisierte Unternehmen auf die Herstellung von Haushaltsgeräten. Es wurde 1972 vom niederländischen multinationalen Unternehmen Philips erworben und ging 1991 in den Besitz des amerikanischen Whirlpool Corporation über.

## Sehenswürdigkeiten
- Pfarrkirche Santi Ippolito e Cassiano
- Villa Tatti Tallacchini

## Sport
1958 war Comerio Etappenort des Giro d’Italia.

## Persönlichkeiten
- Guido Cesare Angelo Borghi (* 27. September 1883 in Mailand; † 19. Januar 1957 in Comerio), italienischer Unternehmer, Gründer der Unternehmen "SIRI", besser bekannt als IGNIS, spezialisierte Firma auf die Herstellung von Haushaltsgeräten. Er erhielt (1956) den Verdienstorden der Italienischen Republik.